# Höglandsempid
Höglandsempid (Empidonax flavescens) är en fågel i familjen tyranner inom ordningen tättingar.

## Utseende och läte
Höglandsempiden är en liten, grön- och gulaktig tyrann. Noterbart är en spetsig huvudtofs, en tårformad ögonring, den jämförelsevis gulaktiga fjäderdräkten och mycket ljusa läten. Sittande fåglar vippar ofta uppåt med stjärten.

## Utbredning och systematik
Höglandsempid delas in i tre underarter med följande utbredning:
- Empidonax flavescens imperturbatus – förekommer i  södra Mexiko (Sierra de Tuxtla i sydöstra Veracruz)
- Empidonax flavescens salvini – förekommer från sydöstra Mexiko (Oaxaca) till Nicaragua
- Empidonax flavescens flavescens – förekommer i Costa Rica och västra Panama (östra delen till Veraguas)

## Levnadssätt
Höglandsempiden hittas i fuktiga höglänta skogar. Den ses i skogens alla skikt, både inne i skog och i skogsbryn. Fågeln påträffas enstaka, vanligen fångande insekter i luften.

## Status och hot
Arten har ett stort utbredningsområde, men tros minska i antal, dock inte tillräckligt kraftigt för att den ska betraktas som hotad. Internationella naturvårdsunionen IUCN listar arten som livskraftig (LC). Beståndet uppskattas till i storleksordningen 50 000 till en halv miljon vuxna individer.